# Up in Mabel's Room (1944)
Up in Mabel's Room is een Amerikaanse filmkomedie uit 1944 onder regie van Allan Dwan.

## Verhaal
Gary Ainsworth is één maand getrouwd met Geraldine, als zijn oude vlam Mabel Essington contact met hem opneemt. Mabel heeft intussen een verhouding met Arthur Weldon, een zakenrelatie van Gary. Ze wil Gary de lingerie teruggeven, die hij haar cadeau heeft gedaan op reis in Mexico. Gary wil verhinderen dat zijn jaloerse bruid daar lucht van krijgt.

## Rolverdeling
| Acteur              | Personage           |
| ------------------- | ------------------- |
| Marjorie Reynolds   | Geraldine Ainsworth |
| Dennis O'Keefe      | Gary Ainsworth      |
| Gail Patrick        | Mabel Essington     |
| Mischa Auer         | Boris               |
| Charlotte Greenwood | Martha              |
| Lee Bowman          | Arthur Weldon       |
| John Hubbard        | Jimmy Larchmont     |
| Binnie Barnes       | Alice Larchmont     |
| Janet Lambert       | Priscilla           |